# 김영임 (1961년)
김영임(1961년 ~ )은 대한민국의 배우이다.
1980년 문화방송 공채 12기 탤런트로 정식 데뷔하였다. 유치원을 운영하게 되면서 연예계를 떠났다가, 2010년 동이로 복귀하였다.

## 출연작

### 드라마
- 1981년 《시장 사람들》
- 2010년 《동이》 ... 안 상궁 역
- 2012년 《마의》 ... 조비 역
- 2015년 《화정》 ... 정 상궁 역
- 2015년 《여자를 울려》
- 2017년 《해피시스터즈》 ... 나승미 역
- 2019년 《웰컴2라이프》 ... 조애숙 역 (특별출연)